# 사케모토 노리유키
사케모토 노리유키(일본어: 酒本 憲幸, 1984년 9월 8일 ~ )는 일본의 축구 선수이다.

## 구단 경력
그는 2003년부터 2021년까지 J리그의 세레소 오사카, 가고시마 유나이티드 FC에서 활동하였다.